# 嘉手纳空军基地

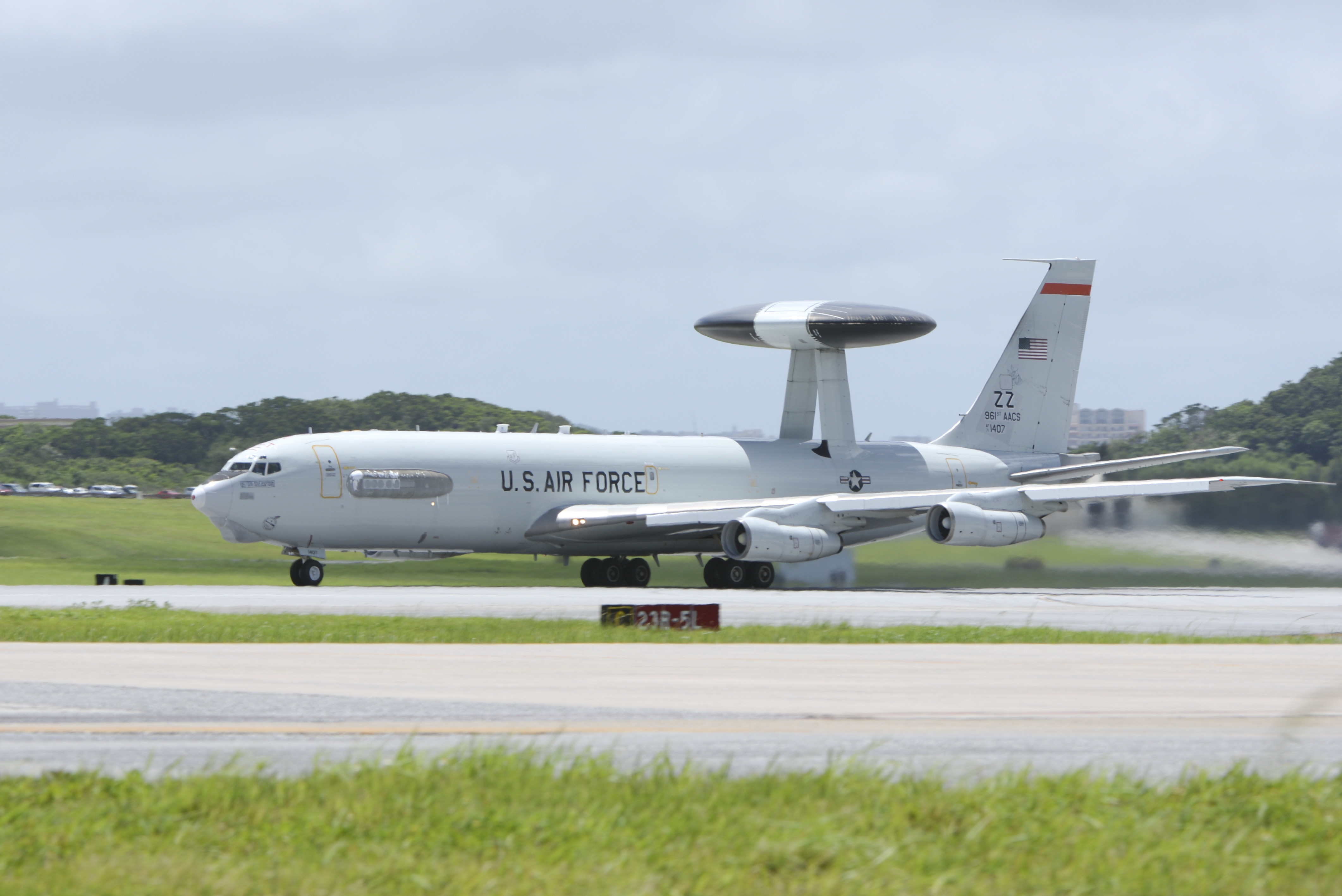
美國空軍第961空中控制中隊的E-3空中預警機於起飛前在基地跑道上滑行（攝於2015年8月21日）

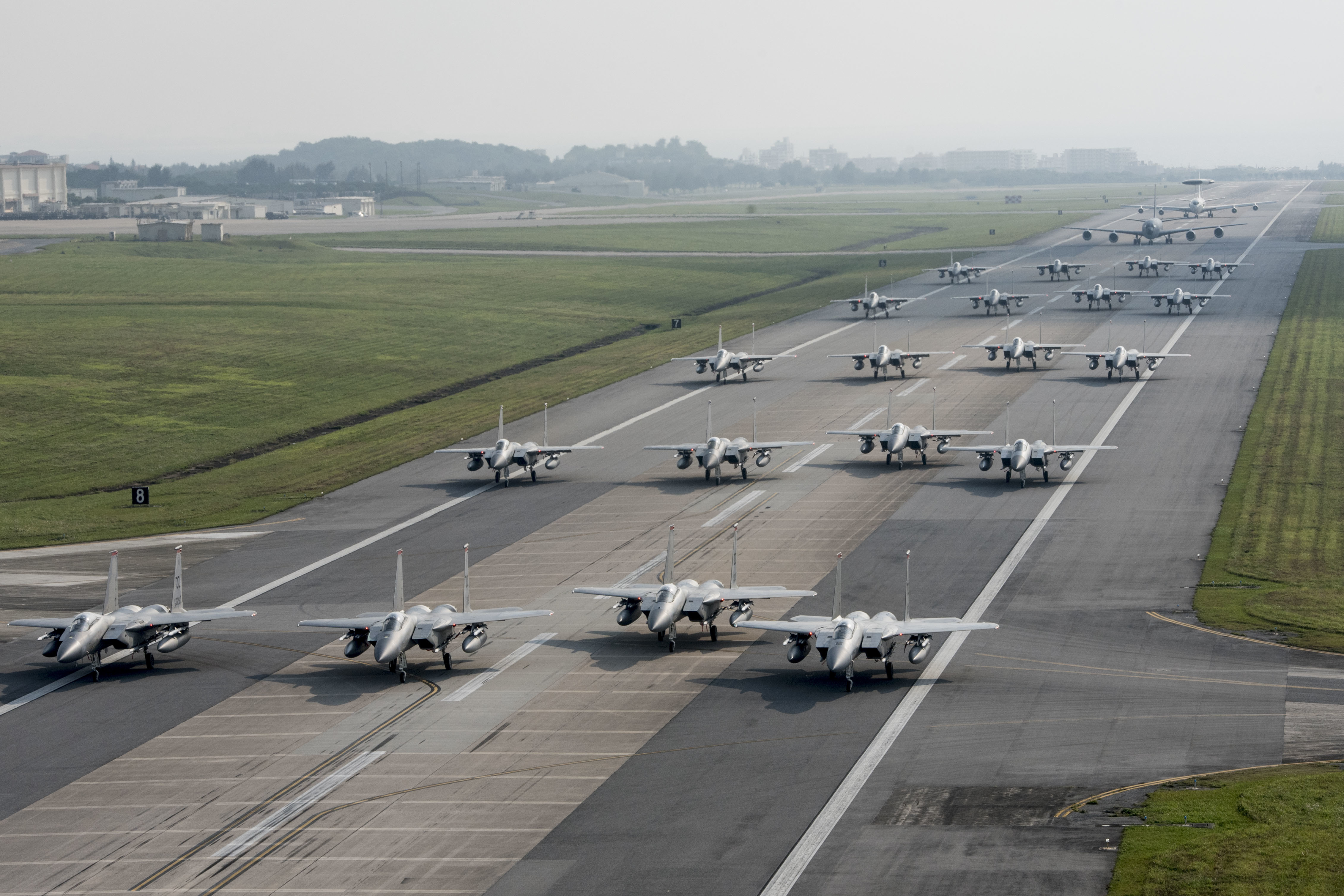
基地內正在準備演習的美軍機群（攝於2017年4月12日）

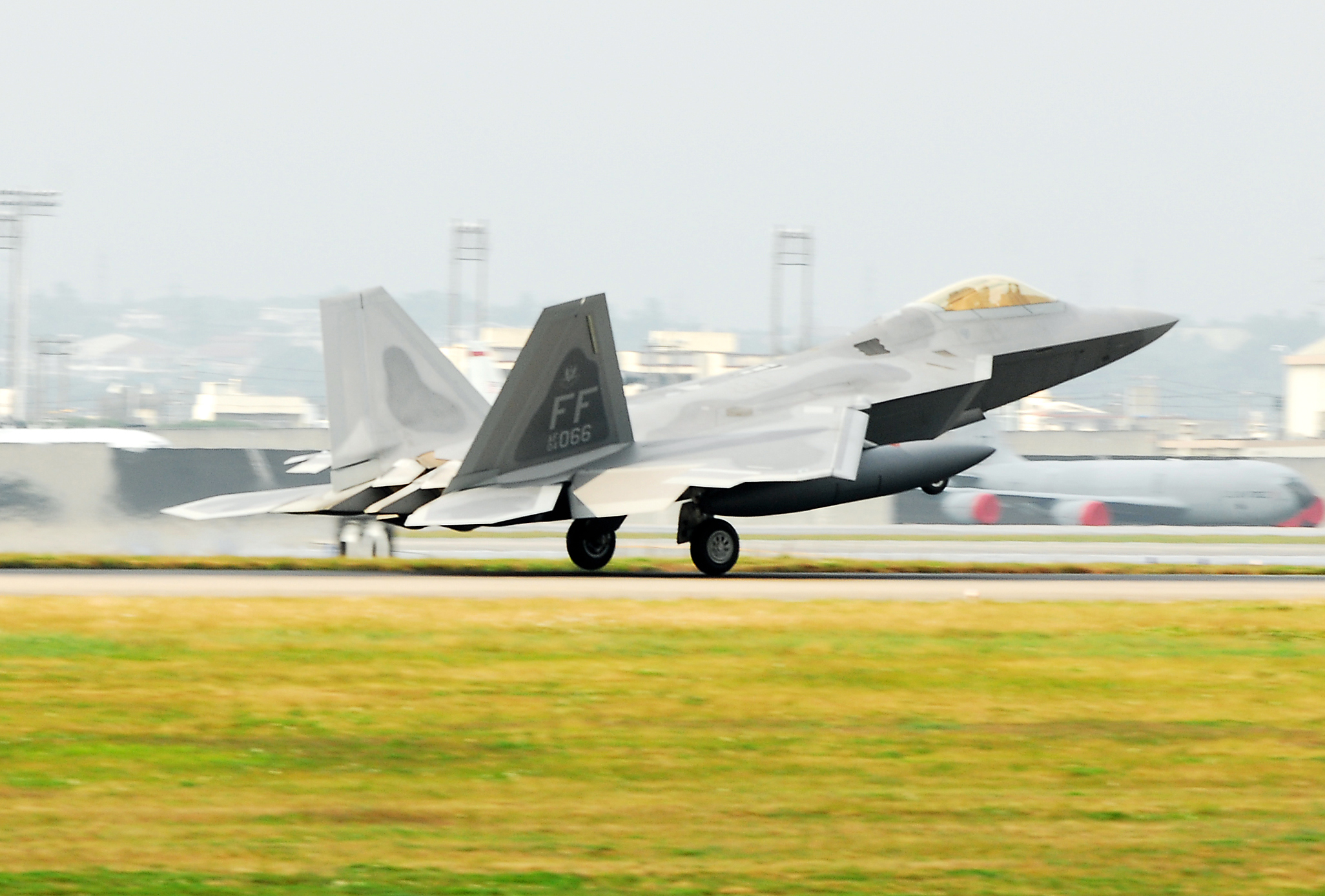
F-22猛禽戰鬥機（04-4066）從跑道起飛

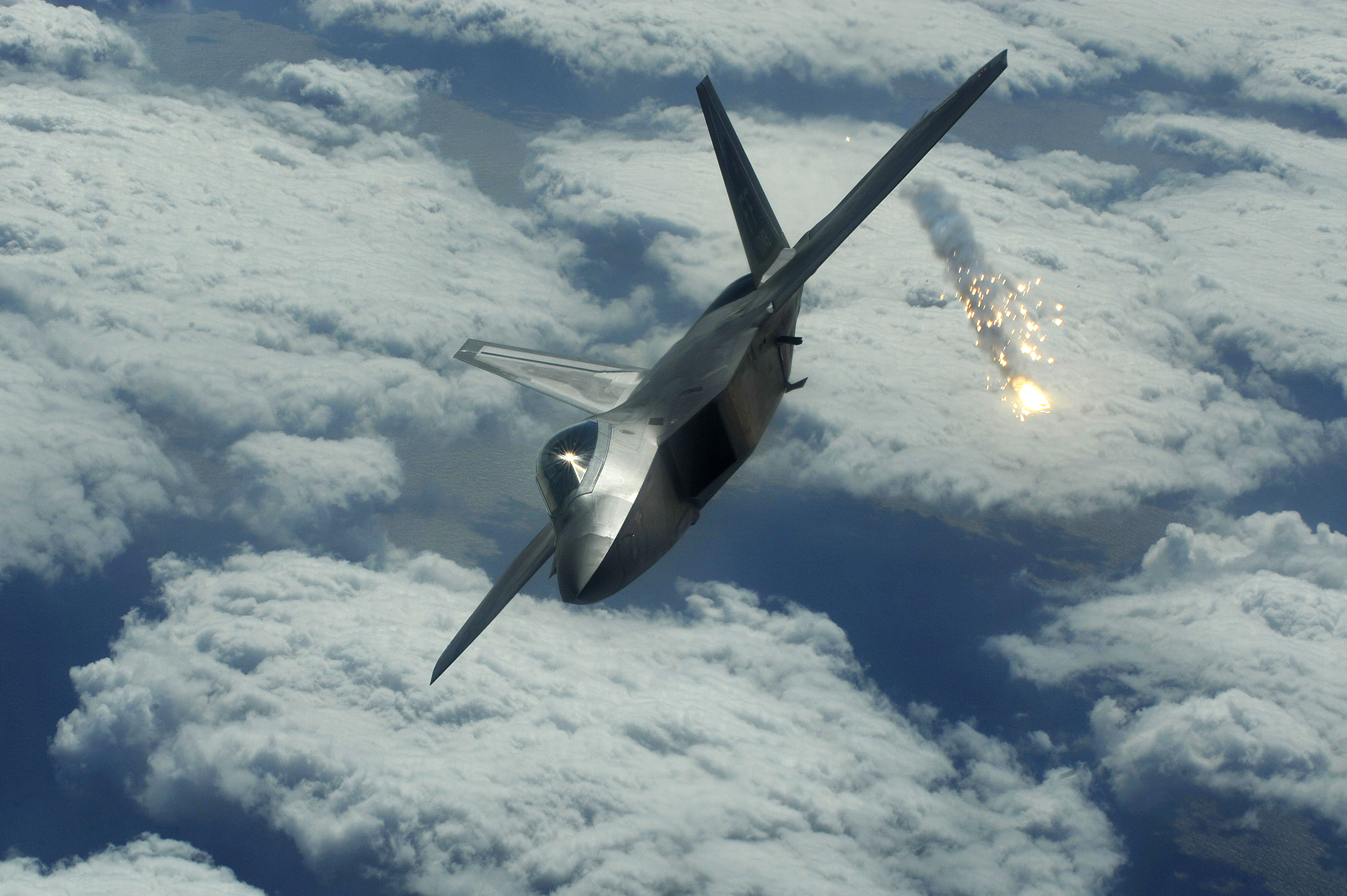
F-22猛禽戰鬥機

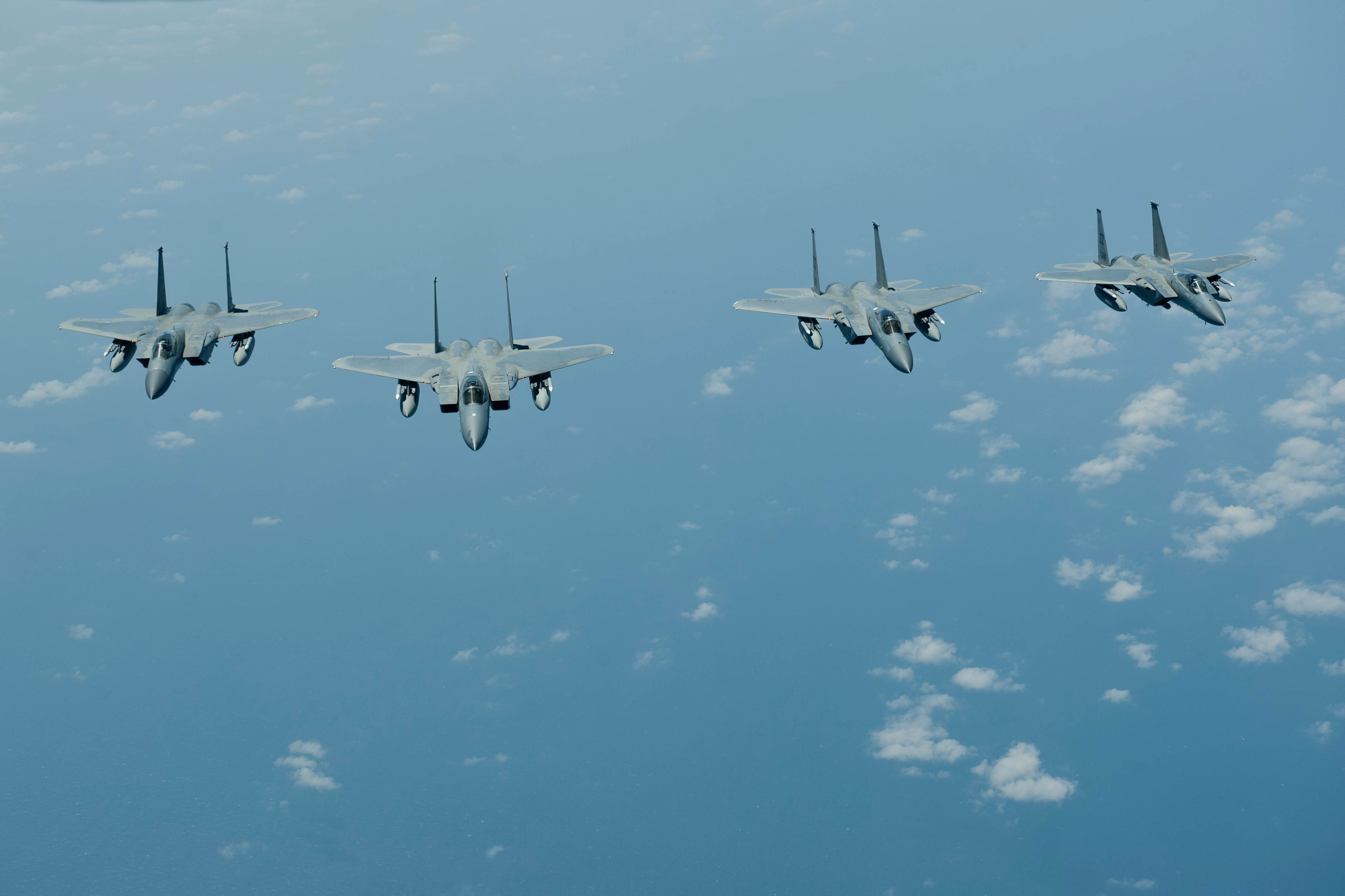
在沖繩海岸附近編隊飛行的F-15C戰鬥機，隸屬於嘉手納基地第18聯隊的美國空軍第44戰鬥機中隊

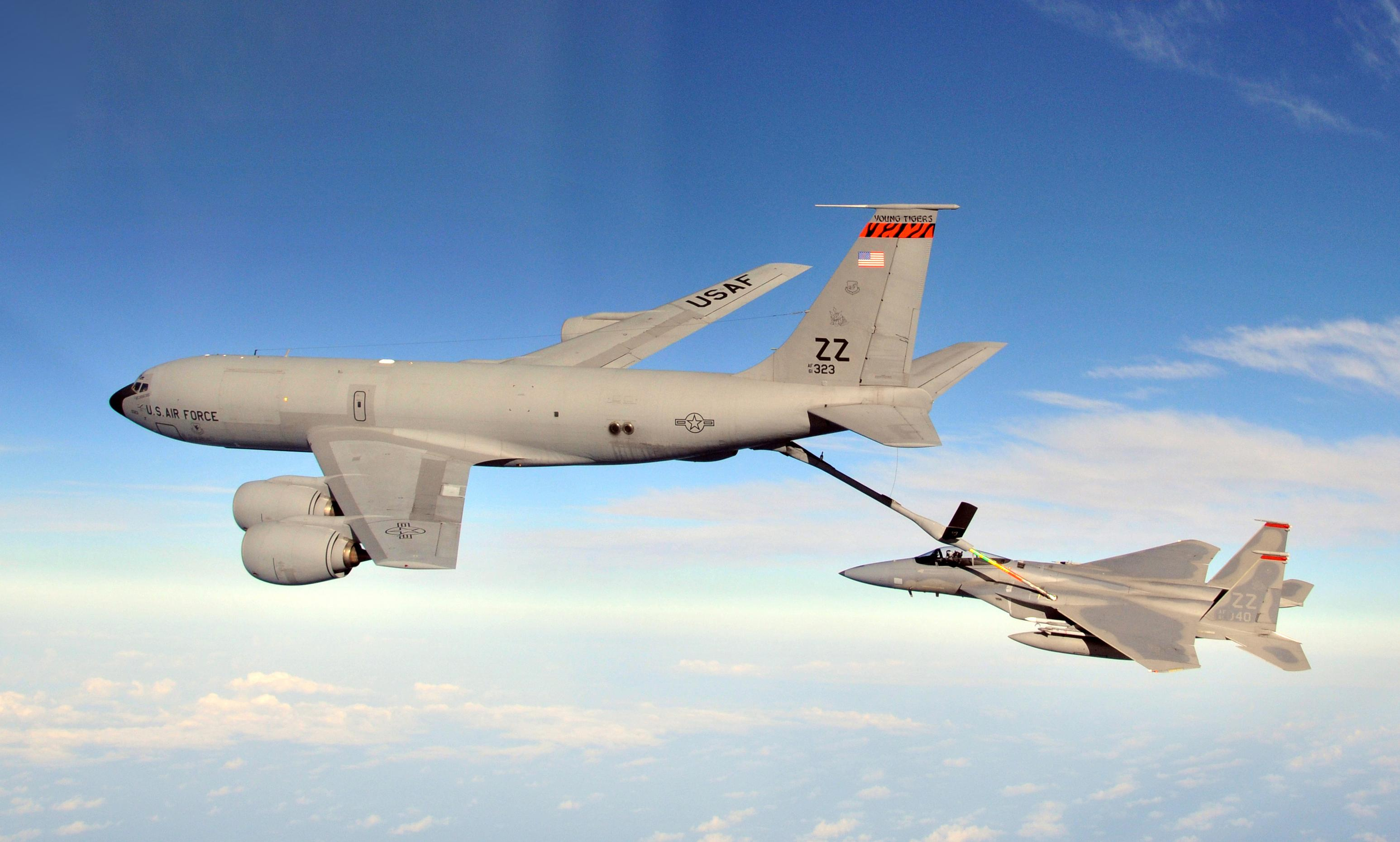
部屬於嘉手納空軍基地的KC-135R正在為美國空軍第67戰鬥機中隊的F-15C（81-0040）執行空中加油

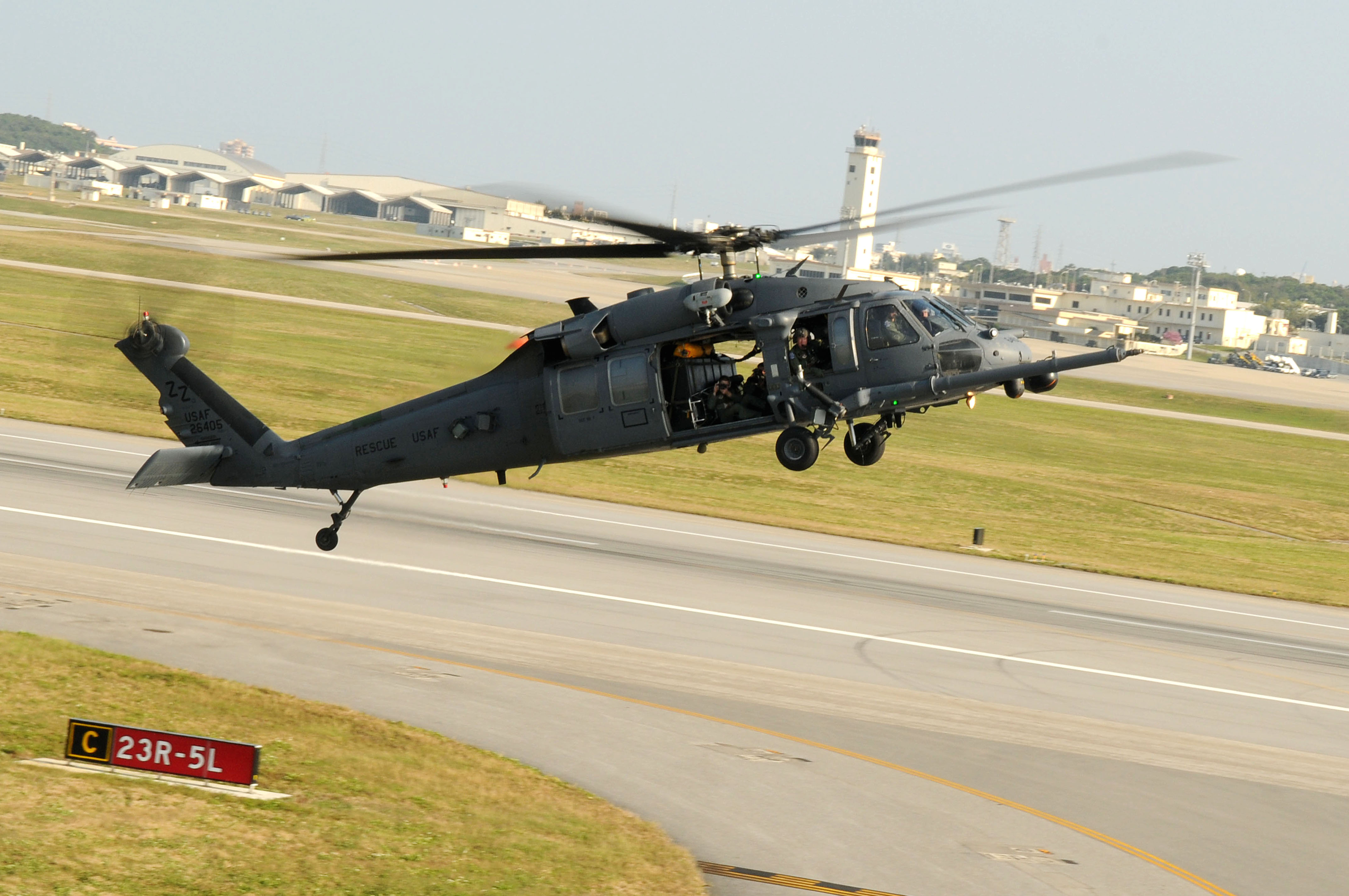
美國空軍第33救援中隊的HH-60G黑鷹直升機在完成空中加油任務後準備降落（攝於2009年2月9日）

嘉手纳空军基地（日语：／ Kadena Kūgun Kichi */?）是位於日本沖繩縣的駐日美國空軍基地，日本方面則稱為嘉手納飛行場（／ Kadena Hikōjō），或簡稱為嘉手納基地（／ Kadena Kichi），由美國太平洋空軍第五航空隊管轄。場區橫跨沖繩縣的中頭郡嘉手納町、沖繩市、中頭郡北谷町、那霸市與糸滿市，總面積約19.95平方公里（1,995公頃），是日本最大的機場，並擁有兩條3,700公尺的跑道，基地內有將近200架軍用飛機駐紮於此，也駐紮超過2萬名美軍，是美军在遠東地區最大的空軍基地，被譽為「太平洋的拱心石」（Keystone of the Pacific），直線距離釣魚台約430公里，距離台灣約600公里。
嘉手納空軍基地的主要單位為美國空軍第18聯隊，是美國太平洋空軍（PACAF）裡規模最大的作戰聯隊。

## 简介
嘉手纳空军基地開闢於1944年，原由日本陸軍航空隊使用，美軍在第二次世界大战末期的1945年攻佔沖繩本島時接管此基地，並在戰後持续管理至今，同時也進行場區的擴建。该基地有两条平行的跑道，均使用目視飛行規則（VFR）或儀器着陸系統（ILS）做为降落方式。該基地有能力提供大型广体客机以及航天飞机降落。

## 驻扎單位

#### 美國空軍
美國太平洋空軍（PACAF）
- 第五航空軍
  -  美國空軍第18聯隊（英语：18th Wing）（垂尾代碼：ZZ，聯隊長為准將編制）
    - 美國空軍第18聯隊指挥部
    - 美國空軍第18聯隊审计长中队
    - 美國空軍第十八作战大队（18th Operations Group）
      - 第18航空醫療後送中隊（18th Aeromedical Evacuation Squadron）（醫療空勤人員）
      - 第18作戰支援中隊（18th Operations Support Squadron）
      - 美国空军第44战斗机中队（英语：44th Fighter Squadron）（换装F-15EX鹰II式战斗机,2026年返回嘉手纳）
      - 美国空军第67战斗机中队（英语：67th Fighter Squadron）（换装F-15EX鹰II式战斗机,2026年返回嘉手纳）
      -  第31救援中隊（英语：31st Rescue Squadron）（MH-47G）
      -  第33救援中隊（英语：33rd Rescue Squadron）（HH-60G)
      - 第623空中管制中隊（英语：623d Air Control Squadron）
      -  第909空中加油中隊（英语：909th Air Refueling Squadron）：(KC-135R空中加油机）
      -  第961空中管制中隊（英语：961st Airborne Air Control Squadron）：(E-3B/C空中預警機）

    - 第十八土木工程大隊
      - 第18土木工程中隊
      - 第718土木工程中隊

    - 第十八維修大隊
      - 第18飛機維修中隊
      - 第18部件維修中隊
      - 第18裝備維修中隊
      - 第18彈藥中隊
      - 第718飛機維修中隊

    - 第十八醫療大隊
      - 第18航空醫學中隊
      - 第18牙科中隊
      - 第18醫療行動中隊
      - 第18醫療支援中隊

    - 第十八任務支援大隊
      - 第18承包中隊
      - 第18通信中隊
      - 第18部隊支援中隊
      - 第18物流準備中隊
      - 第18空軍憲兵中隊
      - 第718部隊支援中隊
- 第七航空軍
  - 第554快速部署重型作战维修工程兵中队（英语：Rapid Engineer Deployable Heavy Operational Repair Squadron Engineers）
    - 第1支隊（嘉手纳分遣队）

 美國空軍特種作戰司令部 （AFSOC）
- 第353特戰大隊（353rd Special Operations Group）
  - 第1特種作戰中隊（1st Special Operations Squadron）：MC-130J运输机
  - 第21特種作戰中隊（21st Special Operations Squadron）：CV-22B魚鷹機
  - 第320特種戰術中隊（英语：320th Special Tactics Squadron）
  - 第353特種作戰支援中隊
  - 第353特種作戰飛機維修中隊
  - 第753特種作戰飛機維修中隊

美國空軍機動司令部（AMC）
- 美國空軍遠征中心（英语：United States Air Force Expeditionary Center）
  -  515空中機動作戰聯隊（英语：515th Air Mobility Operations Wing）
    - 第515空中機動作战大队
      - 第733空中機動中隊（英语：733d Air Mobility Squadron）（嘉手纳特遣队）

美國空軍空戰司令部（ACC)
- 第55聯隊（英语：55th Wing）
  - 第55作戰大隊
    -  第82偵察中隊（英语：82nd Reconnaissance Squadron）（嘉手纳分遣队）– RC-135W
    - 第390情報中隊（嘉手纳分遣队）
- 第十六航空隊（英语：Sixteenth Air Force）
  -  第363情報，監視和偵察聯隊（英语：363rd Intelligence, Surveillance and Reconnaissance Wing）
    -  第361情報，監視和偵察大隊（英语：361st Intelligence, Surveillance and Reconnaissance Group）
      -  第43情報中隊（英语：43rd Intelligence Squadron）
        - 第1分遣队（嘉手纳特遣队）

美国民间航空巡逻队
- 海外巡逻大队
  - 嘉手纳学员中队(NHQ-100)

#### 美國陸軍
美國太平洋陸軍（USARPAC）
- 陸軍第94空中導彈防禦司令部（英语：94th Army Air and Missile Defense Command）
  -  第38防空砲兵旅（英语：38th Air Defense Artillery Brigade (United States)）
    -  第一防空砲兵團第一營（英语：1st Battalion, 1st Air Defense Artillery Regiment (United States)）：MIM-104愛國者飛彈

#### 美國海軍陸戰隊
美國太平洋海軍陸戰隊（MARFORPAC）
- 第三海上遠征軍（英语：III Marine Expeditionary Force）
  -  第一海軍航空兵聯隊（英语：1st Marine Aircraft Wing）
    -  海軍陸戰隊嘉手纳聯絡部（英语：Marine Wing Liaison Kadena）

## 航空部门列表
下列为嘉手纳空军基地提供服务、或将该基地设为目的地的航空部门列表名单：
- 美國太空總署
- 海上自卫队
- 海上保安厅
- 美國軍隊及政府部门
- 盟军

## 航空管制[4]
| TWR  | 126.2MHz,236.6MHz,315.8MHz |
| CLR  | 123.3MHz,235.0MHz          |
| GND  | 118.5MHz,275.8MHz          |
| PTD  | 131.4MHz,266.0MHz          |
| MET  | 344.6MHz                   |
| ATIS | 124.2MHz,280.5MHz          |

进近管制服务由冲绳進場(NAHA APP)提供

## 助導航设施[5]
| 局名      | 種別  | 呼號 | 频率              | 運作時間 |
| KADENA () | VOR   | KAD  | 112.0 MHz         | 24小時   |
| KADENA () | TACAN | -    | 1018 MHz (CH-57X) | 24小時   |

美國空軍部隊負責維護。

## 外部鏈結
- globalsecurity.org on Kadena（页面存档备份，存于）
- 498th Tactical Missile Group at Kadena（页面存档备份，存于）
- 1-1 ADA Battalion's Official Homepage
- Research the Battle of Okinawa Here